# Sant Miquel de Collmorter
Sant Miquel de Collmorter és una església romànica tardana del lloc de Collmorter, a l'antic terme de Mur i actual de Castell de Mur, al Pallars Jussà.
La capella de Sant Miquel de Casa Francisco és el que queda d'aquesta església, situada a l'extrem de ponent del poblet. L'edifici actual conserva algunes traces que fan pensar en una construcció medieval, romànica, tot i que molt transformada.